# Jakob Hutter
Jakob Hutter (o Huter) (Moos/Palù, 1500 circa – Innsbruck, 25 febbraio 1536) è stato un predicatore che fu a capo del movimento anabattista in Tirolo. Da lui presero il nome gli hutteriti.

## Biografia
Nacque a Moos/Palù, una frazione di San Lorenzo in Val Pusteria nell'odierno Alto Adige, all'incirca nel 1500. L'unica informazione certa della sua infanzia è che studiò a Brunico.
Fu convertito all'anabattismo a Klagenfurt, in Austria, e dal 1529 divenne un predicatore molto attivo nella sua terra d'origine.
Nel 1531 si trasferì nella comunità anabattista di Austerlitz, in Moravia, per svolgere la sua attività di teologo e predicatore; dal suo cognome il gruppo prese il nome di Fratellanza Hutterita.
Il 25 novembre del 1535 Jakob Hutter fu catturato dalle autorità insieme con la moglie ed alcuni amici, pochi mesi dopo il suo rientro in Tirolo, dove si era stabilito dopo l'espulsione degli hutteriti dalla Moravia. Trasferito a Innsbruck, fu sottoposto a tortura e, in seguito al suo netto rifiuto di apostasia, bruciato sul rogo.
L'importanza della figura di Hutter è stata tale che gli anabattisti della Moravia presero il nome di Hutteriti; le comunità Hutterite sono strutturate socialmente su principi comunisti, nello specifico comunanza dei beni, secondo il principio di derivazione cristiana per cui l'individuo non può esser proprietario di beni, bensì solo amministratore.